# Industrie de l'épicerie
L'industrie de l'épicerie est une des activités de l'industrie agroalimentaire. Elle se divise en épicerie sucrée et en épicerie salée.

## Épicerie sucrée
L'épicerie sucrée regroupe des produits comme le café, les barres chocolatées ou les biscuits.
En 2010, ce secteur a réalisé 13,8 milliards de dollars et a connu 2 % de croissance. Le café torréfié est le produit le plus consommé et ses ventes ont représenté 10 % du chiffre d'affaires du secteur. Les trois premiers acteurs pèsent 28 % du secteur et les 46 premiers, 54,4 %.